# Gare de Bakonyszentlászló
La gare de Bakonyszentlászló (en hongrois : Bakonyszentlászló vasútállomás) est une gare ferroviaire hongroise de la ligne 11 de Győr à Veszprém, située sur le territoire de la Localité de Bakonyszentlászló dans le comitat Győr-Moson-Sopron.
C'est une gare voyageurs de la Magyar Államvasutak (MÁV) desservie par des trains locaux.

## Situation ferroviaire
Établie à 211 mètres d'altitude, la gare de Bakonyszentlászló est située au point kilométrique (PK) 41 de la ligne 11 de Győr à Veszprém (voie unique), entre les gares de Bakonygyirót et de Vinye.
Gare d'évitement, elle dispose de plusieurs voies pour le croisement des trains.

## Service des voyageurs

### Accueil
Gare MÁV, elle dispose d'un bâtiment voyageurs, avec guichet, ouvert tous les jours. Elle est équipée d'un automate pour l'achat de titres de transport.

### Desserte
Bakonyszentlászló est desservie par des trains omnibus de ligne 11 de la MÁV.

### Intermodalité
Un parkins pour les véhicules y est aménagé.
Un arrêt de bus dessert la gare.